# Orlja Glava
Orlja Glava (Servisch cyrillisch Орља Глава) is een plaats in de Servische gemeente Kraljevo. De plaats telt 131 inwoners (2002).